# Tang Chuying
Tang Chuying (chiń. upr. 湯楚穎; pinyin Tāng Chǔyǐng; ur. 25 lutego 1995) – chińska zapaśniczka walcząca w stylu wolnym. Zajęła siódme miejsce na mistrzostwach świata w 2018. Druga w Pucharze Świata w 2018. Wicemistrzyni Azji juniorów w 2013 roku.